# Normalizzazione spaziale
Nell'elaborazioni informatica delle immagini neurologiche ("neuroimaging") ad esempio fornite da RM, TAC, fMRI oppure di sequenze PET, la normalizzazione spaziale è un passo dell'elaborazione digitale delle immagini, più specificamente un metodo di registratura delle immagini.

## Premessa
I cervelli umani normali variano molto in dimensione e forma, e un obiettivo della normalizzazione spaziale è quello di deformare le immagini fornite dalle scansioni cerebrali umane in modo che un'area anatomica presentata dalla scansione del cervello del soggetto corrisponda alla localizzazione corrispondente nella scansione di un altro soggetto.
Viene spesso eseguita nel neuroimaging funzionale adoperato nella ricerca, ad esempio quando nella PET oppure nella fMRI il ricercatore vuole determinare quali sono le aree che comunemente si attivano quando molteplici soggetti umani eseguono gli stessi compiti o vengono stimolati allo stesso modo.
La scansione cerebrale funzionale può essere una risonanza magnetica funzionale (fMRI) oppure una tomografia a emissione di positroni. Se invece si vuole procedere ad una accurata analisi strutturale, si può eseguire una scansione RM in T1 ad alta risoluzione volumetrica (come minimo 1 mm x 1 mm x 1 mm). Se si vuole determinare il carico lesionale (dovuto a edema, a placche causate dalla malattia di Alzheimer o della sclerosi multipla) bisognerà creare dei triplici volumi omogenei per risoluzione, utilizzando immagini T1, T2-flair e T2-Densità Protonica (a media o bassa risoluzione) e confrontarle tra di loro utilizzando il programma VBM (Voxel-based Morphometry), che è un tool secondario di mappatura statistica parametrica (SPM), sviluppato dall'Università di Jena in Germania.

### Passi nel processo di normalizzazione spaziale
Esistono due passi inerenti al processo di normalizzazione spaziale: 
- Specificazione/stima del campo di ripiegatura ("warp-field")
- Applicazione del warp-field con ricampionamento

La stima del warp-field può essere eseguita in una modalità, ad es., MRI, e può essere applicata ad un'altra modalità di imaging, ad es. la PET, se esistono le MRI e la PET dello stesso soggetto e se sono co-registrati.
La normalizzazione spaziale utilizza tipicamente un modello di trasformazione non rigida tridimensionale, o "campo di ripiegatura" (in inglese: "warp-field") per la procedura di "warping" nell'analisi delle immagini di una scansione cerebrale rispetto a un template di riferimento.
Il warp-field può essere parametrizzato da funzioni base come il coseno e i polinomi.
Esiste un certo numero di programmi che implementa sia la stima che l'applicazione di un campo "warp". Ad esempio questa funzionalità e fornita dai vari programmi di SPM e dal programma AIR.